# John Plant
John Plant (nascut el 1954 a New Haven, Connecticut) és un etnòleg i biòleg estatunidenc expert en la cultura dels indis de les planes.

## Carrera acadèmica
Plant va estudiar antropologia al Windham College a Putney (Vermont, EUA), on es va graduar el (1976), i biologia a la Universitat Estatal del Sud de Connecticut, New Haven (Connecticut, EUA), on es graduà el 1978. Va continuar l'estudi de biologia a l'Albert-Ludwigs-Universität de Brisgòvia (Alemanya), adquirint diploma el 1985. Posteriorment, Plant va començar una investigació sobre els contraris i pallassos dels indis de les planes. Amb la seva tesi doctoral sobre aquest tema va obtenir el doctorat el 1994 sota la supervisió del Prof. Ulrich Köhler i el Dr. Lothar Käser a l'Institut für Völkerkunde de la Universitat de Friburg (Alemanya).
Des de 1998, Plant ha estat associat de ciències del Departament de Biologia Evolutiva (Facultat de Ciències de la Vida, Centre de Zoologia) a la Universitat de Viena (Àustria) amb interessos de recerca en les abelles i la seva evolució.

## Heyoka
Els siouxs apliquen igualment el nom i concepte Heyoka als seus pallassos, així com llurs contraris. John Plant va examinar aquests dos fenòmens etnològics entre els indis de les planures, en particular, les següents tribus:
- Sioux
- xeienes
- Comanxes
- Pawnees
- Arikares
- Hidatses
- Absarokee
- Ponca.

Els contraris dels indis de les planes eren persones dedicades a un extraordinari estil de vida en el qual feien de manera consistent i contínua el contrari del que els altres feien normalment. D'aquesta manera, es van girar totes les convencions als seus oposats (Heyoka, pàg. 10). Mentre que els pallassos representaven figures cerimonials i les seves actuacions es limitaven als rituals, danses i cerimònies, els contraris practicaven dia i nit un estil de vida contrari: per tant, en un cert nivell els contraris actuaven com a antagonistes del seu propi poble.

## Publicacions
- Heyoka. Die Contraries und Clowns der Plainsindianer. Verlag für Amerikanistik, Wyk auf Föhr (Germany) 1994.
- "Crazy Dogs and Foolish Men: Sidelights on Plains Indian Culture". In: Eveline Dürr; Stefan Seitz (Editors): Religionsethnologische Beiträge zur Amerikanistik. Ethnologische Studien Bd. 31. Lit Verlag, Münster (Germany) 1997.